# کامپوماجیوره
کامپوماجیوره (به ایتالیایی: Campomaggiore) یک کومونه در ایتالیا است که در استان پوتنزا واقع شده‌است. کامپوماجیوره ۱۲ کیلومتر مربع مساحت و ۸۳۳ نفر جمعیت دارد و ۸۱۰ متر بالاتر از سطح دریا واقع شده‌است.

## خواهرخوانده
شهر چزانو مادرنو خواهرخواندهٔ کامپوماجیوره هست.